# Sant'Andrea Apostolo dello Ionio
Sant'Andrea Apostolo dello Ionio es un municipio sito en el territorio de la provincia de Catanzaro, en Calabria (Italia).

## Demografía
| Gráfica de evolución demográfica de Sant'Andrea Apostolo dello Ionio entre 1861 y 2001 |
|                                                                                        |
| Fuente ISTAT - elaboración gráfica a cargo de Wikipedia                                |